# 皇甫酈
皇甫酈（？—？），安定郡朝那县（今宁夏回族自治区固原市彭阳县）人，活躍於東漢末年，皇甫嵩從子，有專對之才，曾任官竭者僕射。

## 生平
中平六年（189年），皇甫酈勸皇甫嵩以董卓抗旨不尊為由，起兵討伐，但皇甫嵩以「專命雖罪，專誅亦有責也。不如顯奏其事，使朝廷裁之。」不敢專擅用兵。於是上書請朝廷裁之，此舉增添董卓怨恨。
興平二年（195年），樊稠被李傕殺害，郭汜懷疑李傕欲毒害自己而與李傕互相攻打。漢獻帝遣使議和二人，遭拒。郭汜本欲脅持天子，但為李傕先發制人。漢獻帝再遣使議和二人，被郭汜脅持作使節的公卿。郭汜聯合李傕軍中張苞攻營，為楊奉所救。漢獻帝再遣使皇甫酈議和二人，郭汜答允而李傕拒絕，皇甫酈因而大罵李傕，被李催趕出，皇甫酈向獻帝報告李催不肯奉召且態度不敬，獻帝恐此言論傳入李催耳中，令其逃亡離去，果然李催遣王昌追拿皇甫酈，但王昌知曉皇甫酈忠直，縱他離去並謊報與李催言追之不及。後楊奉與軍吏宋果等預謀要殺李傕，但事跡敗露，於是領兵叛逃，令李催勢力大減，張濟來到，和解二人，李傕便答允。

## 政敌
胡邈，字敬才，官至侍中，被李傕重用，诏书让他改动修饰。他曾对皇甫郦说：“李将军对卿不薄，你伯父皇甫嵩为太尉，是李将军之力。”皇甫郦回答：“胡敬才，卿为国家常伯，辅弼之臣，居然说这样的话？”胡邈说：“我是看你卿失意於李将军，恐怕你又不幸！我和你有什么关系？”皇甫郦言：“我累世受国恩，自身常在帏幄，君辱臣死，当随国家，为李傕所杀，乃是天命。”胡邈报告给李傕，李傕派王昌追拿皇甫郦。